# SV Rasensport-Preußen Königsberg
SV Rasensport-Preußen Königsberg (celým názvem: Sportvereinigung Rasensport-Preußen Königsberg) byl německý sportovní klub, který sídlil ve východopruské metropoli Königsberg (dnešní Kaliningrad v Kaliningradské oblasti). Založen byl v roce 1905, zanikl v roce 1945 po sovětsko-polské anexi Pruska. Klubové barvy byly černá a bílá.
Své domácí zápasy odehrával na stadionu Sportplatz Rasensport-Preußen.

## Historické názvy
- 1905 – SC Preußen Königsberg (Sportclub Preußen Königsberg)
- 1920 – SV Rasensport-Preußen Königsberg (Sportvereinigung Rasensport-Preußen Königsberg)

## Umístění v jednotlivých sezonách
Stručný přehled
Zdroj: 
- 1933–1935: Gauliga Ostpreußen – sk. A
- 1935–1938: Gauliga Ostpreußen – sk. Königsberg
- 1938–1939: Gauliga Ostpreußen
- 1939–1940: Bezirksliga Ostpreußen
- 1940–1941: Gauliga Ostpreußen

Jednotlivé ročníky
Zdroj: 
Legenda: Z - zápasy, V - výhry, R - remízy, P - porážky, VG - vstřelené góly, OG - obdržené góly, +/- - rozdíl skóre, B - body, červené podbarvení - sestup, zelené podbarvení - postup, fialové podbarvení - reorganizace, změna skupiny či soutěže
| Velkoněmecká říše (1933 – 1941) |                                     |        |                                                             |                                                             |                                                             |                                                             |                                                             |                                                             |                                                             |                                                             |        |
| Sezóny                          | Liga                                | Úroveň | Z                                                           | V                                                           | R                                                           | P                                                           | VG                                                          | OG                                                          | +/-                                                         | B                                                           | Pozice |
| 1933/34                         | Gauliga Ostpreußen – sk. A          | 1      | 12                                                          | 4                                                           | 2                                                           | 6                                                           | 28                                                          | 31                                                          | -3                                                          | 10                                                          | 4.     |
| 1934/35                         | Gauliga Ostpreußen – sk. A          | 1      | 12                                                          | 1                                                           | 3                                                           | 8                                                           | 19                                                          | 40                                                          | -21                                                         | 5                                                           | 7.     |
| 1935/36                         | Gauliga Ostpreußen – sk. Königsberg | 1      | 12                                                          | 7                                                           | 1                                                           | 4                                                           | 51                                                          | 31                                                          | +20                                                         | 15                                                          | 3.     |
| 1936/37                         | Gauliga Ostpreußen – sk. Königsberg | 1      | 12                                                          | 11                                                          | 0                                                           | 1                                                           | 54                                                          | 15                                                          | +39                                                         | 22                                                          | 1.     |
| 1937/38                         | Gauliga Ostpreußen – sk. Königsberg | 1      | 12                                                          | 9                                                           | 0                                                           | 3                                                           | 51                                                          | 25                                                          | +26                                                         | 18                                                          | 3.     |
| 1938/39                         | Gauliga Ostpreußen                  | 1      | 18                                                          | 6                                                           | 1                                                           | 11                                                          | 46                                                          | 51                                                          | -5                                                          | 13                                                          | 10.    |
| 1939/40                         | Bezirksliga Ostpreußen              | 2      | ...                                                         | ...                                                         | ...                                                         | ...                                                         | ...                                                         | ...                                                         | ...                                                         | ...                                                         |        |
| 1940/41                         | Gauliga Ostpreußen                  | 1      | Klub se odhlásil v průběhu sezóny, výsledky byly anulovány. | Klub se odhlásil v průběhu sezóny, výsledky byly anulovány. | Klub se odhlásil v průběhu sezóny, výsledky byly anulovány. | Klub se odhlásil v průběhu sezóny, výsledky byly anulovány. | Klub se odhlásil v průběhu sezóny, výsledky byly anulovány. | Klub se odhlásil v průběhu sezóny, výsledky byly anulovány. | Klub se odhlásil v průběhu sezóny, výsledky byly anulovány. | Klub se odhlásil v průběhu sezóny, výsledky byly anulovány. | 8.     |